# Kuźnia w Strzybniku
Kuźnia w Strzybniku – zabytkowa kuźnia w Strzybniku w powiecie raciborskim, wpisana jako część zespołu pałacowego do rejestru zabytków nieruchomych województwa śląskiego.

## Opis
Od XIX w. pałac w Strzybniku należał do rodziny von Bischofschausen, jego ostatni przedstawiciel Fritz von Bischofschausen (1893-1947), żonaty z Isabellą von Eickstedt (1906-1997) opuścił Strzybnik w 1944 r.
Obiekt jest częścią zespołu pałacowego znajdującego się przy ul. Długiej / Parkowej / Zamkowej, w skład którego wchodzą jeszcze: 
- pałac w Strzybniku z poł. XIX w. w ruinie
- mauzoleum w Strzybniku z poł. XIX w.
- park z XIX w., oraz
- spichrz dworski, drewniany z XIX w.[5]

## Galeria

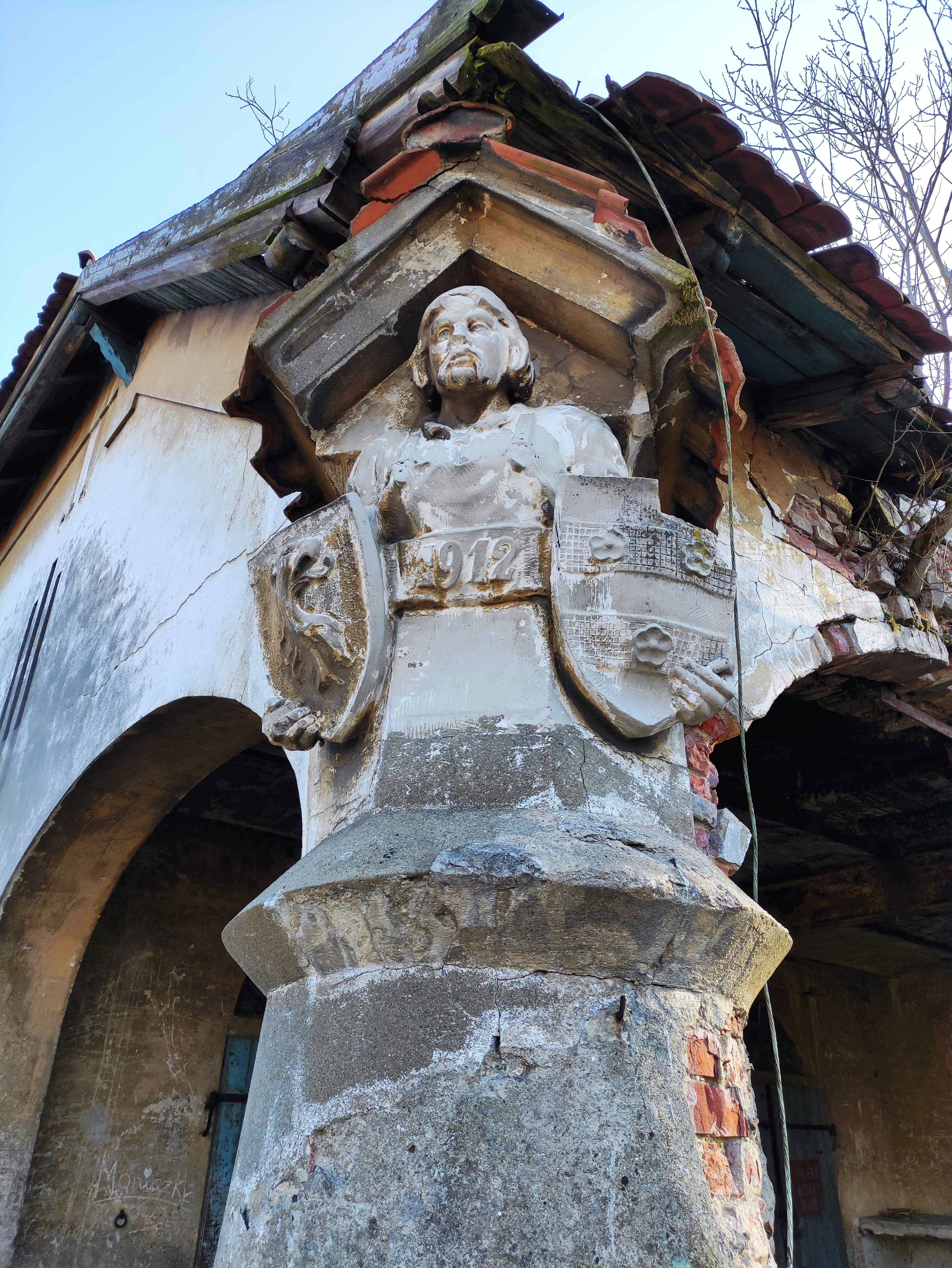
Herby: Bischofschausen i von Eickstedt
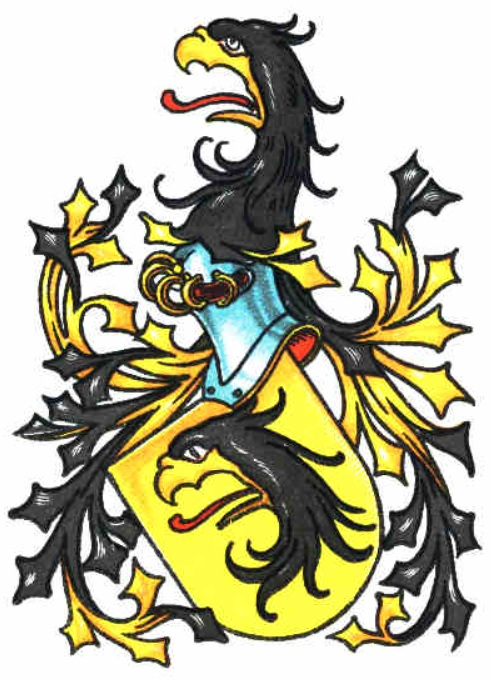
Herb Fritza von Bischofschausena
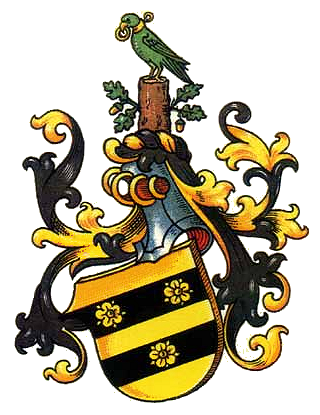
Herb Isabelli von Eickstedt